# Kelsdonk
Kelsdonk is een natuurgebied van Staatsbosbeheer in het noorden van de gemeente Etten-Leur. Het gebied is ongeveer 250 hectare groot.
Kelsdonk is een voormalige waterbergingsboezem van de Mark. Het bestaat uit laag grasland met zogenaamde frikken; smalle stroken bos met daaromheen veel water.
In de winter verblijven hier veel eenden en ganzen, terwijl in het voorjaar typische weidevogels als grutto, wulp, kluut en kievit waarneembaar zijn. Om de vogels goed te kunnen bekijken is een vogelkijkscherm aangelegd. Ook is er een 4,5 km lange wandelroute over het Laarzenpad. De route is te volgen via groene routepaaltjes.